# Marco Tulio Mendez
Marco Tulio Mendez – belizeński polityk, członek Zjednoczonej Partii Ludowej, poseł z okręgu Orange Walk East.

## Życiorys
Związał się z chadecką Zjednoczoną Partią Ludową i z jej ramienia kandydował do parlamentu.
Mendez 7 marca 2012 został członkiem Izby Reprezentantów z okręgu Orange Walk East, w którym pokonał w wyborach przedstawiciela UDP: Orlando Burnsa, zdobywając 2761 głosów (stosunek głosów: 52,1% do 47,1%). Zjednoczona Partia Ludowa pozostała w tej kadencji w opozycji.